# FC Götzis
Der FC Götzis ist ein österreichischer Fußballverein aus der Marktgemeinde Götzis in Vorarlberg und wurde 1926 gegründet. Der Fußballclub spielte von 1951 bis 1980 mit Unterbrechungen in der Landesliga Vorarlberg, einer Liga der damaligen dritten österreichischen Spielklasse. Die Kampfmannschaft spielt seit der Saison 2022/23 in der Landesliga.

## Geschichte
Der Vorgänger des FC Götzis wurde 1926 gegründet und vom Vorarlberger Fußballverband aufgenommen. Drei Jahre später wurde der FC Götzis ausgegliedert und als eigener Fußballclub gegründet.
Obmänner bzw. Präsidenten
| - 1926–1929: Ulrich Ellensohn - 1929–1933: Benedikt Loacker - 1933–1934: Anton Mahlknecht - 1934–1938: Bernhard Breuß - 1945–1946: Fridolin Hagen - 1946–1947: Hans Drexel - 1947–1950: Otto Loacker - 1950–1952: Karl Bischoff - 1952–1954: Erich Rosmanith - 1954–1955: Walter Fleisch | - 1955–1959: Walter Längle - 1959–1966: Fritz Herda - 1966–1969: Bruno Dreher - 1969–1972: Otto Mayer - 1972–1973: Armin Bell - 1973–1974: Johann Volger - 1974–1975: Anton Brauchart - 1975–1983: Karl Nägele - 1983–1988: Elmar Mayer - 1988–1990: Norbert Himmelreich | - 1990–1993: Jürgen Loacker - 1993–1995: Ingo Hämmerle - 1995–1996: Brigitte Maier - 1996–2001: Wolfgang Geser - 2001–2007: Paul Hauser - 2007–2017: Egon Moser - seit 2017: Peter Loacker |

## Männerfußball
Nach dem Ersten Weltkrieg stieg der FC Götzis in die Landesliga Vorarlberg ein und trug seine Heimspiele am Sportplatz „Im Moos“ aus. Bis Ende der 1970er Jahre spielte der FC Götzis in der 1. Klasse Oberland bzw. 2. Liga oder in der Landesliga Vorarlberg. 1972 übersiedelte der Club ins Möslestadion. In den Relegationsspielen zwischen Alpenliga und Landesliga Vorarlberg in der Saison 1978/79 endete das Heimspiel mit einem 0:0-Unentschieden, das Auswärtsspiel ging mit 0:3 verloren und die Rheinthaler spielen in der Landesliga Vorarlberg weiter. Zwei Jahre wurden die Götzner wieder Meister und stiegen direkt in die Regionalliga West auf, in der er für eine Saison spielte. Danach begann für den Club der Absturz und fand sich Ende der 1980er Jahre in der 2. Landesklasse Vorarlberg wieder. 1991 gelang ihnen der Aufstieg in die 1. Landesklasse und ein Jahr später in die Vorarlberg-Liga. Im Jahr 2002 feierten sie wieder den Meistertitel und stiegen in die Vorarlbergliga auf, doch in der Saison 2006/07 platzierten sie sich als Achter in der Landesliga und 2009 stiegen sie in die 1. Landesklasse ab. In den folgenden Jahren spielten sie in diesen zwei Leistungsklassen und seit 2014 sind sie in der 1. Landesklasse.

## Frauenfußball
Die Frauenmannschaft des FC Götzis spielte in der Saison 1999/2000 und 2000/01 in der Regionalliga West.

## Titel und Erfolge
- 1 × Meister der Vorarlbergliga: 1979, 1981
- 15 × Drittligateilnahme (Landesliga Vorarlberg): 1951/52, 1956/57, 1957/58, 1962/63, 1963/64, 1964/65, 1965/66, 1966/67, 1967/68, 1969/70, 1970/71, 1976/77, 1977/78, 1978/79, 1979/80